# Porte du Peyrou

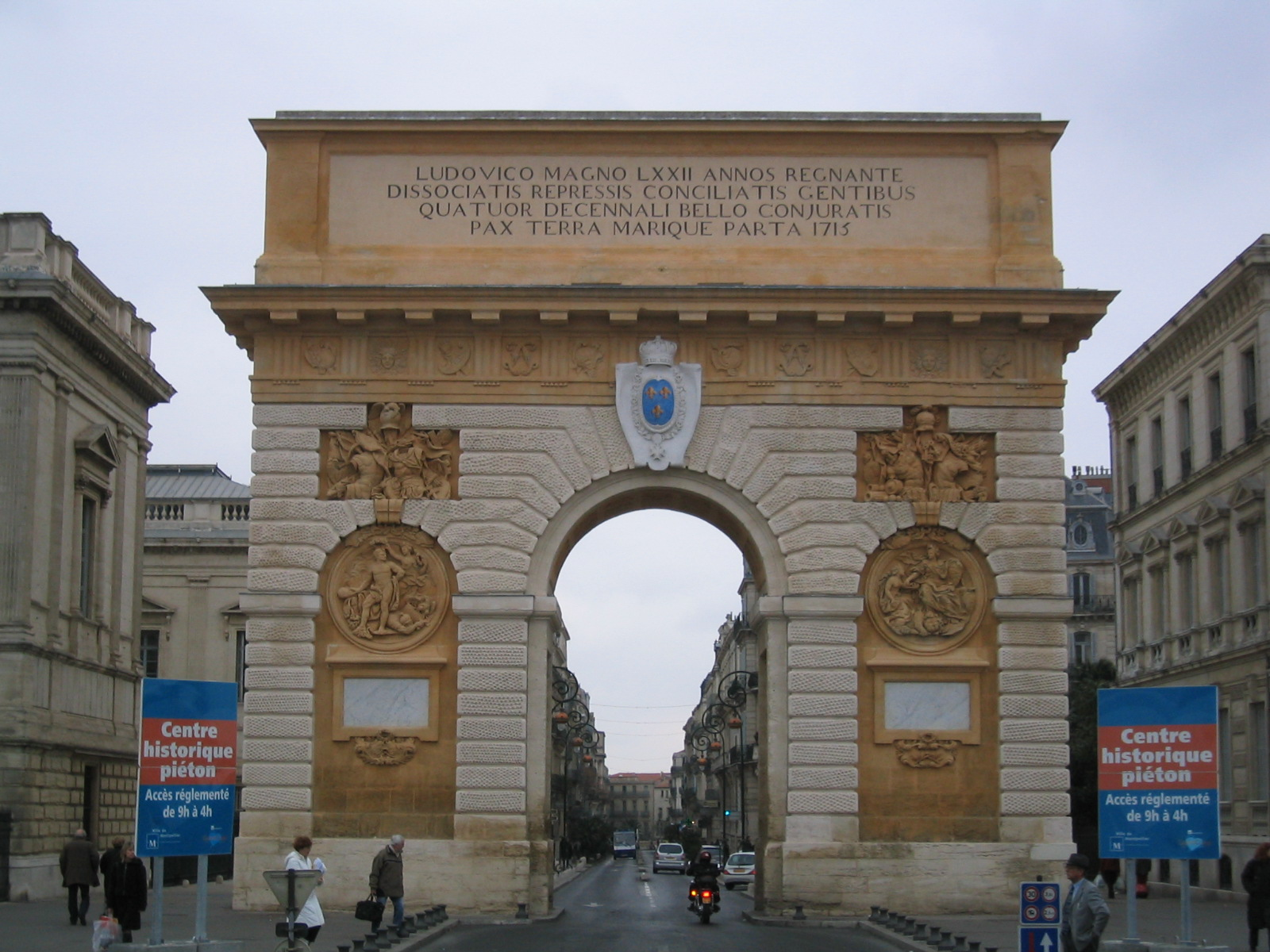
Blick von der Promenade du Peyrou

Die Porte du Peyrou ist ein Triumphbogen in der südfranzösischen Stadt Montpellier. Er bildet den östlichen Zugang zur repräsentativen Grünanlage Promenade du Peyrou bzw. Place royale du Peyrou. Der Begriff Peyrou entstammt der okzitanischen Sprache und bedeutet so viel wie steinig, frz. pierreux. 
Einst lag hinter dem Tor eine Zugbrücke zur Überquerung des Stadtgrabens. Heute befindet sich hier eine moderne, 28 m breite Straßenbrücke. Der Verlauf des ehemaligen Stadtgrabens ist noch durch eine Unterführung zu erkennen.
Das Bauwerk wurde bis 1693 nach Plänen von François Dorbay errichtet, der sich an der Pariser Porte Saint-Martin orientierte. Die rustifizierte Oberfläche des Bogens verleiht ihm einen kriegerischen Charme. Über der Durchfahrt prangt das Wappen der Bourbonen.

## Denkmal für Ludwig XIV.

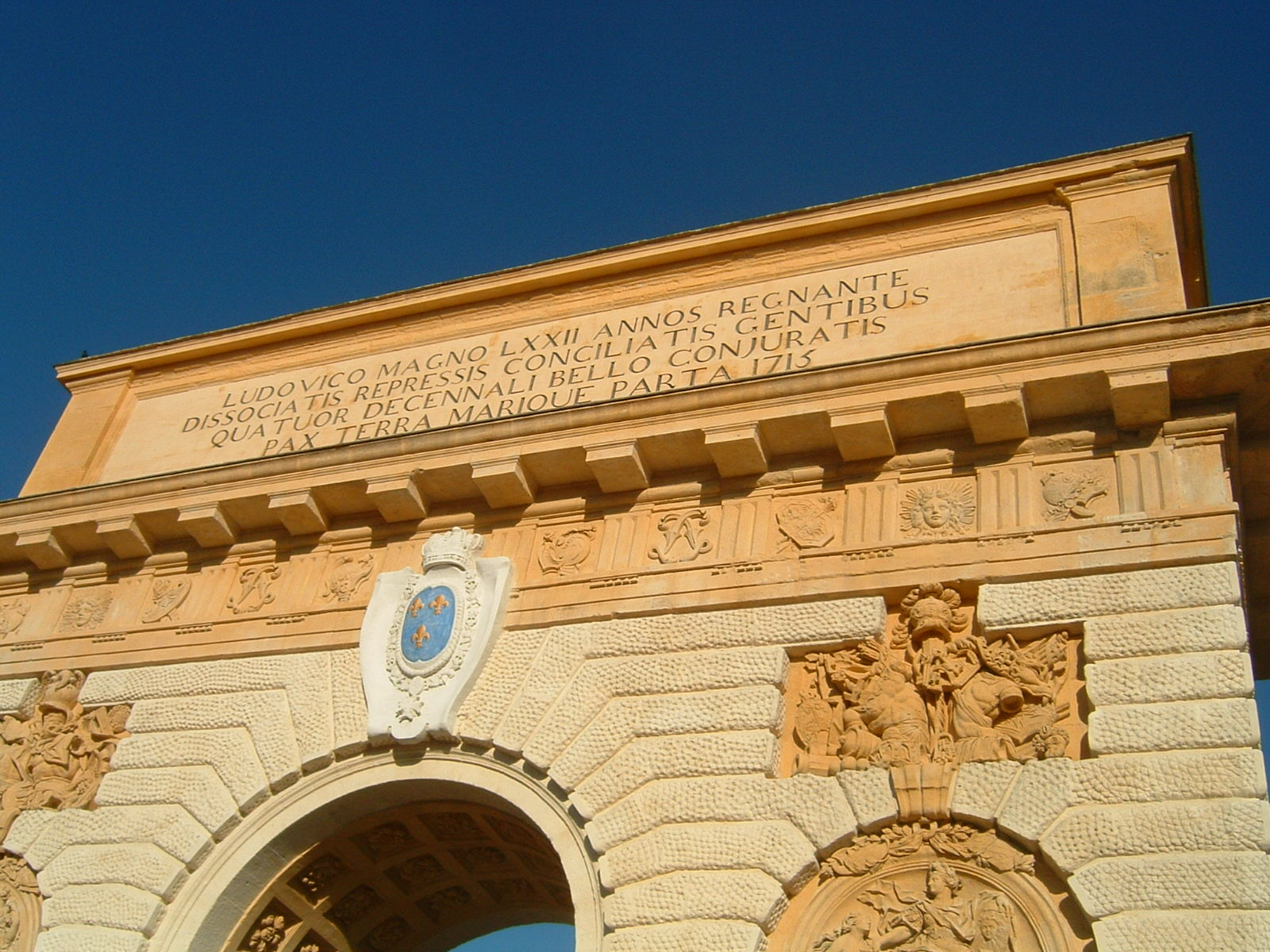
Der dorischen Triglyphenfries

Später fügte man weitere Elemente hinzu, sodass aus dem repräsentativen Stadttor ein Denkmal für den 1715 verstorbenen Ludwig XIV. wurde: die Metopen zeigen das königliche Monogramm (zwei ineinander verschlungene Ls), von Sonnenstrahlen umgebene Gesichter als Anspielung auf seinen Beinamen Sonnenkönig sowie allerlei Kriegsgerät. Auf ihm ruht eine breite Attika mit folgender Inschrift:

LUDOVICO MAGNO LXXII ANNOS REGNANTE 

DISSOCIATIS REPRESSIS CONCILIATIS GENTIBUS 

QUARTUOR DECENNALI BELLO CONJURATIS

PAX TERRA MARIQUE PARTA 1715 

Die vier Medaillons, die sich auf beiden Seiten je rechts und links neben der Durchfahrt befinden, wurden ebenfalls nach Ludwigs Tod hinzugefügt. Sie stellen König Ludwigs größte "Errungenschaften" allegorisch dar. Darüber befinden sich Trophäenreliefs.

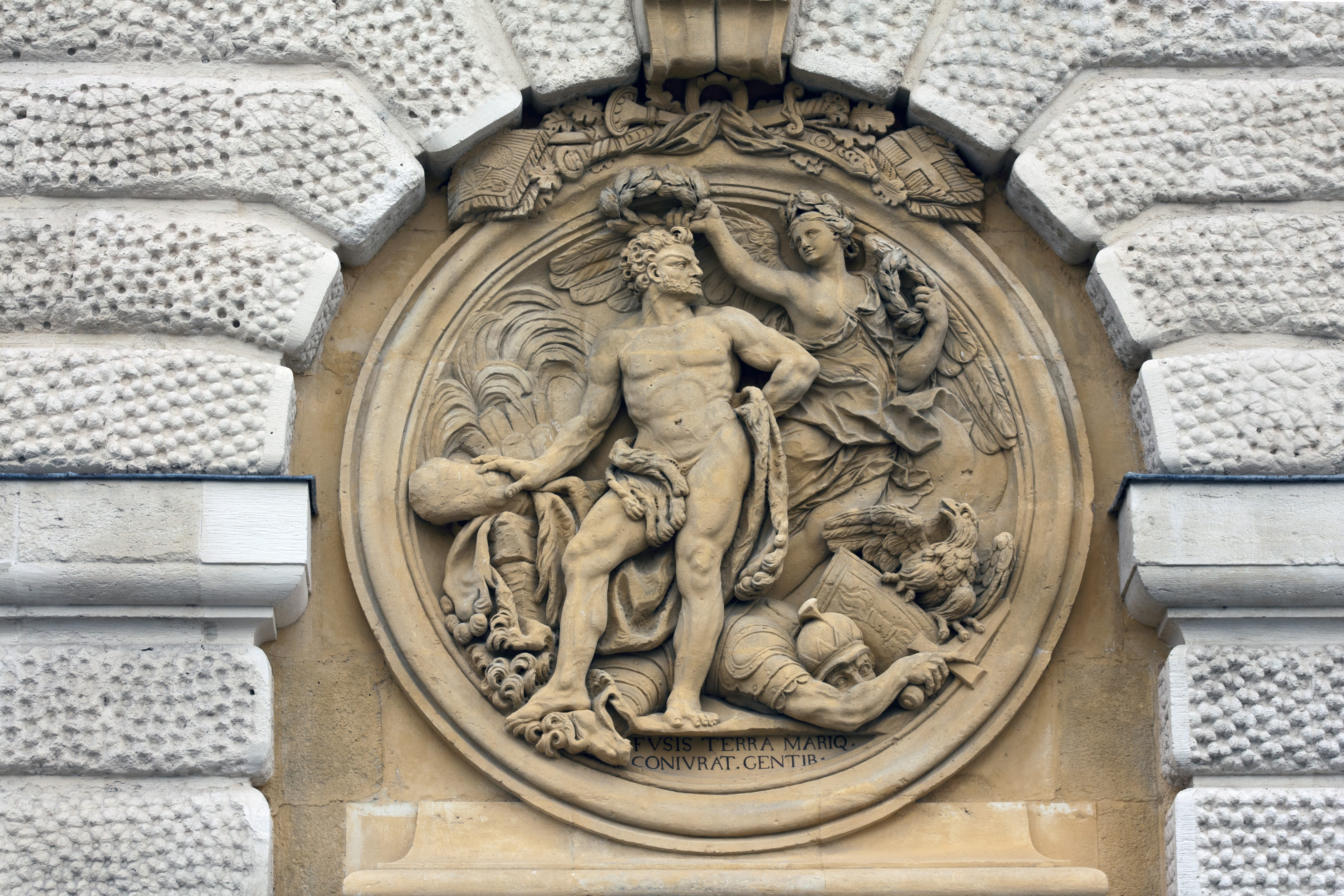
Victoria krönt den als Herkules dargestellten Ludwig XIV. mit einem Lorbeerkranz. Zu seinen Füßen liegt ein besiegter Soldat.
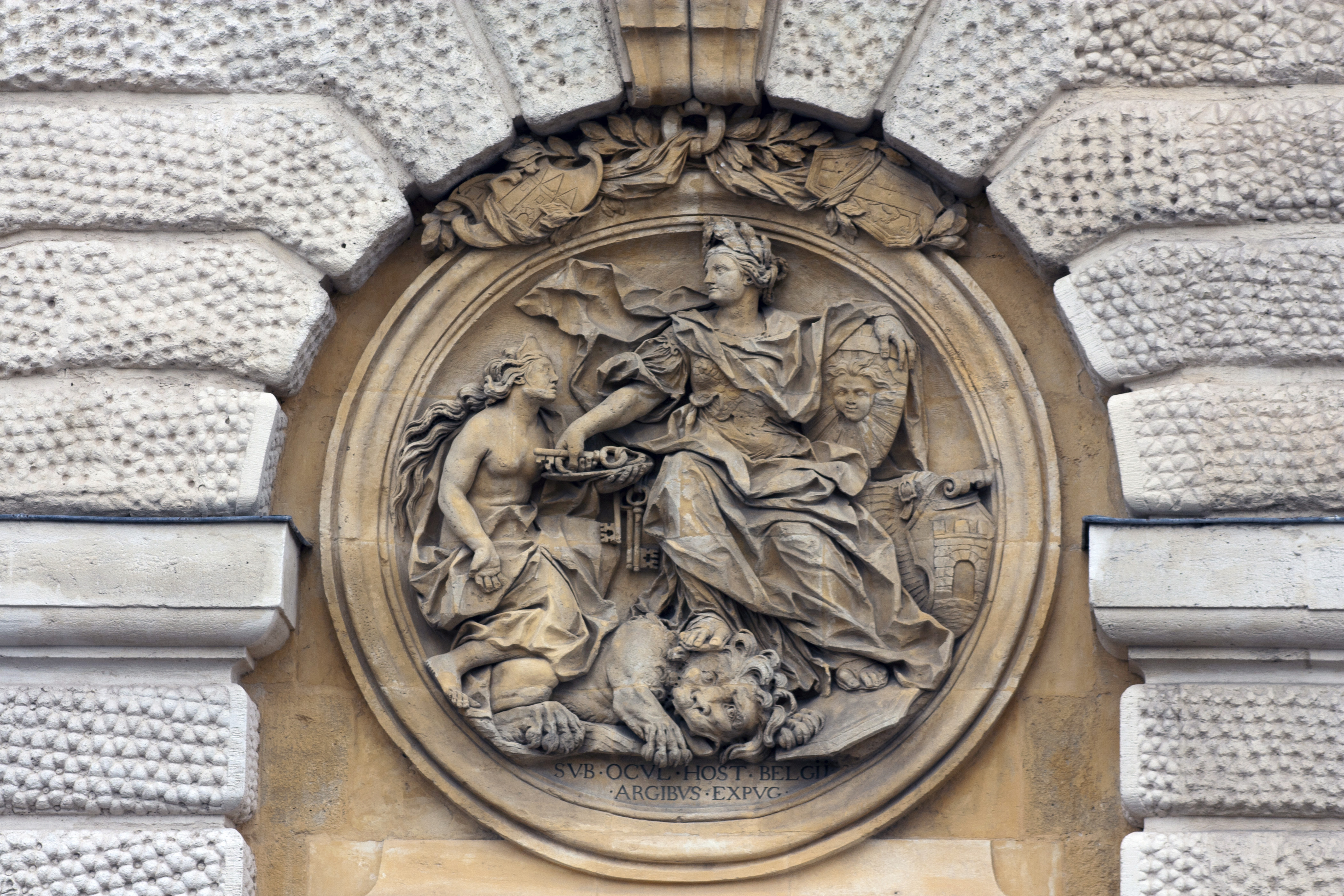
Die Eroberung von Namur 1692. Die vor dem siegreichen König kniende Niederländische Republik reicht ihm die Schlüssel zur Stadt. Zu seinen Füßen liegt ein besiegter Löwe, wie man ihn auch im Wappen der Niederländischen Republik findet.
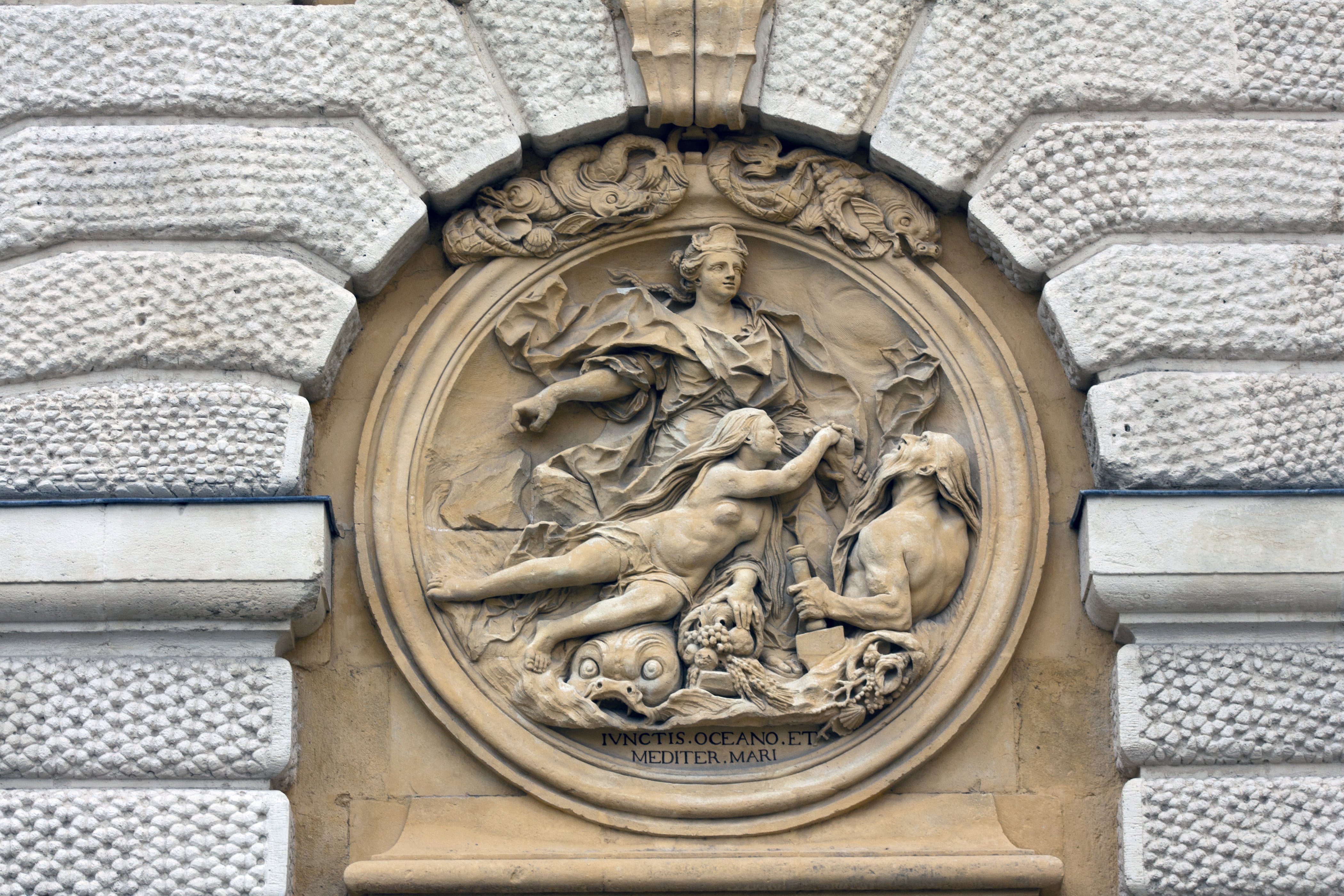
Der Bau des Canal du Midi. Dargestellt sind eine junge Frau und ein greiser Mann, die sich die Hand reichen. Sie sind Personifikationen des Mittelmeers bzw. des Atlantischen Ozeans, die der Kanal verbindet.
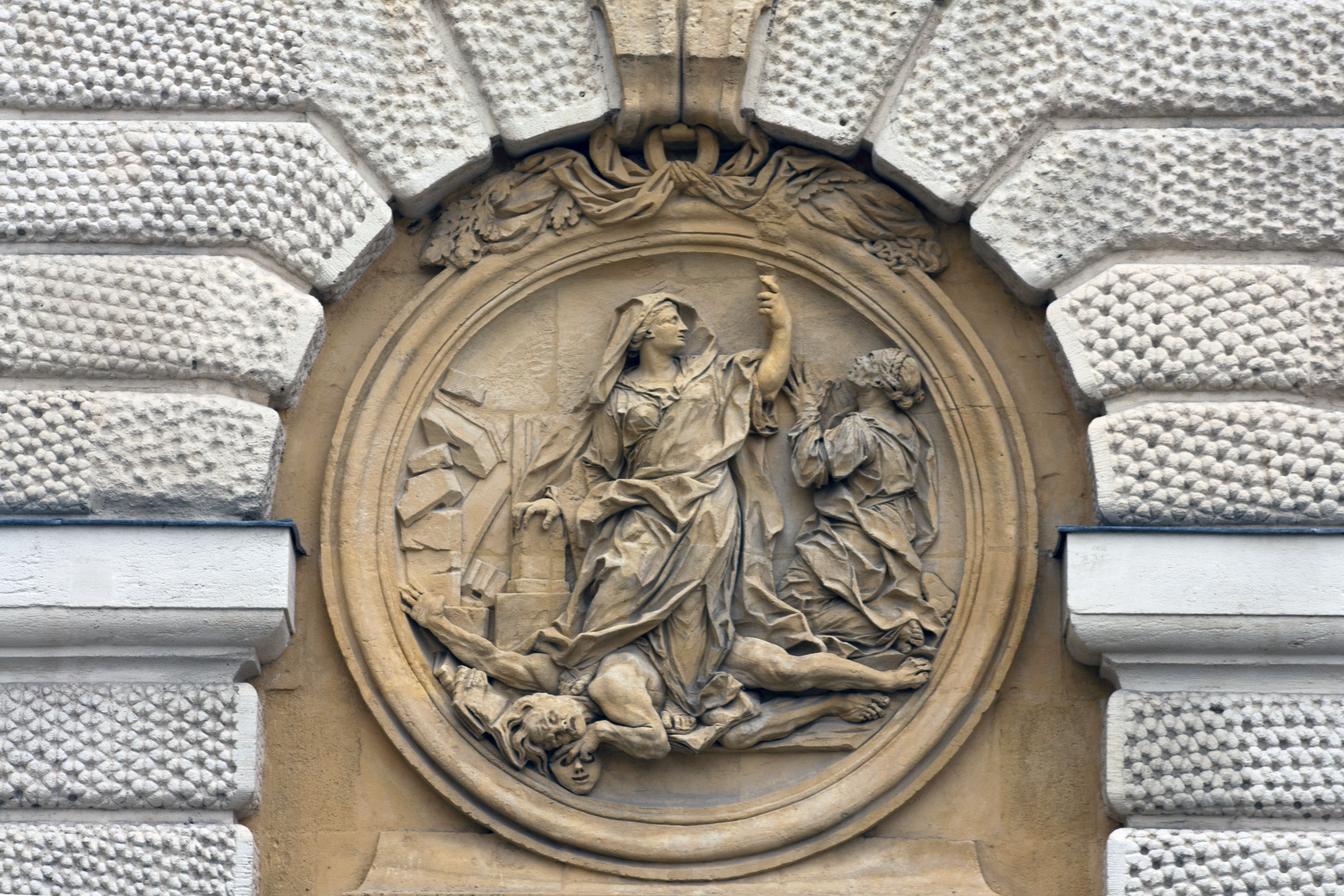
Das Edikt von Fontainebleau, das die Religionsfreiheit erneut einschränkte. Die zentrale weibliche Figur ist umgeben von flehenden und besiegten Menschen sowie einstürzenden Gebäuden und am Boden liegenden Büchern.